# 代々木造形学校
代々木造形学校（よよぎぞうけいがっこう、英:Yoyogi Seminar Formative Arts School）は、東京都渋谷区の原宿にある、基礎造形を学ぶ専修学校（一般課程）。芸大・美大受験予備校である。学校法人高宮学園が運営しており、正式名称は「専修学校代々木ゼミナール造形学校」（略称「代々木造形」）。
数多くの卒業生が、芸術家や美術家、クリエイティブディレクター、アートディレクター、デザイナーとして活躍。また、美術館・博物館のキュレーターや、美学美術史専攻の大学教員、評論家や編集者としても活躍している。

## 沿革
- 1962年 代々木ゼミナール内に「デッサン科」を設置
- 1965年 「芸大受験科」を新設。夜間部を設置
- 1966年 代々木ゼミナール発足の地を「美術センター」として改築し、独立した校舎へ移転
- 1968年 現役高校生のための土曜・日曜の「基礎コース」を設置
- 1970年 「デッサン科」を「美術科」に改称
- 1972年 美術科分室を開設
- 1981年 代々木ゼミナールの「美術科」が新校舎を建設し独立。東京都が認可する専修学校制度に準ずる「代々木ゼミナール造形学校」（「造形学校」）として開校。5階建て17室のアトリエと大石膏室、アートギャラリーを併設。当時の校舎はJR新宿駅と代々木駅の中間地点（のちの代ゼミ本部校所在地）に位置していた。
- 1987年 専修学校「大阪造形専門学校」を、専修学校代々木ゼミナール大阪校（代々木ゼミナール大阪校）の校舎内に開校
- 1989年 「横浜アトリエ」を開校。「造形学校」昼間部の「デザイン・工芸科」を、東京藝術大学を目指す「デザイン・工芸科芸大コース」と、私立の芸術大学、美術大学を目指す「デザイン・工芸科私大コース」に分ける。
- 1991年 地方在住の受験生のために「通信教育」を開始
- 2004年 「個別指導アトリエ」を設置
- 2005年 代々木ゼミナール本部校代ゼミタワーの地とするため、「造形学校」を原宿駅前に移設
- 2012年 開校50周年を記念し、付属施設として「代々木アートギャラリー」を開廊
- 2014年 「造形ジュニアこども絵画教室」を開講。専修学校代々木ゼミナール大阪校の閉校に伴い、校舎を共有していた「大阪造形専門学校」も閉校となる。
- 2015年 専修学校代々木ゼミナール大阪校と校舎を共有していた「大阪造形専門学校」閉校の代替処置として、専修学校代々木ゼミナール大阪南校に「芸大美大コース」が開設される（のち、生徒募集停止）

## 学科

### 新入学部科
- 造形本科
  - 油絵科
  - 日本画科
  - 彫刻科
  - デザイン・工芸科
- 造形受験生科
  - 油絵科
  - 日本画科
  - 彫刻科
  - デザイン・工芸科
  - 建築科
  - 芸術学科
  - メディア表現科
  - 基礎科

### 前年度在籍部科
- 造形本科・大学受験科
- 造形受験生・造形生科
- 通信教育・個別指導アトリエ科
- 造形講習会生・代ゼミ生科

## 主な出身者
- 会田誠
- 岡田裕子
- 柿崎順一
- 佐野研二郎
- 蜷川実花
- 森本千絵

## 学校長
- 横田充

## 所在地
〒151-0051 
東京都渋谷区千駄ヶ谷3-62-3

## 関連施設
- 代々木アートギャラリー

### 過去に存在した関連施設
- 代々木ゼミナール大阪造形専門学校
- 代々木ゼミナール造形学校横浜アトリエ